# Moviment per la Democràcia Socialista
El Moviment per la Democràcia Socialista (en francès: Mouvement pour la Démocratie Socialiste) va ser un partit polític de Burkina Faso. El MDS va sorgir quan el Grup Comunista Burkinès es va partir l'abril del 1989. El març del 1991 va prendre el nom de MDS. Va esdevenir una organització fundadora del governant Congrés per la Democràcia i el Progrés el febrer del 1996.
El MDS va ser liderat per Jean-Marc Palm i Idrissa Zampaligre.